# La Lune Rousse

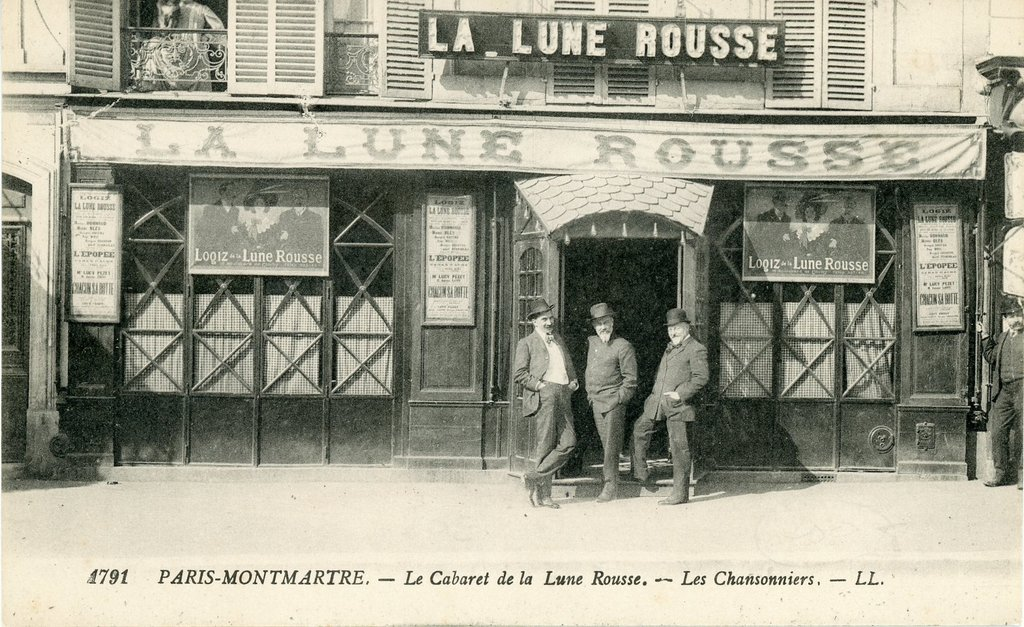
Il cabaret de La Lune Rousse nel 1904

Le Logiz de la Lune Rousse, più conosciuto con il nome La Lune Rousse ("la luna rossa"), fu un celebre cabaret di Parigi fondato nel novembre 1904 da Dominique Bonnaud e Numa Blès e chiuso nel 1964.

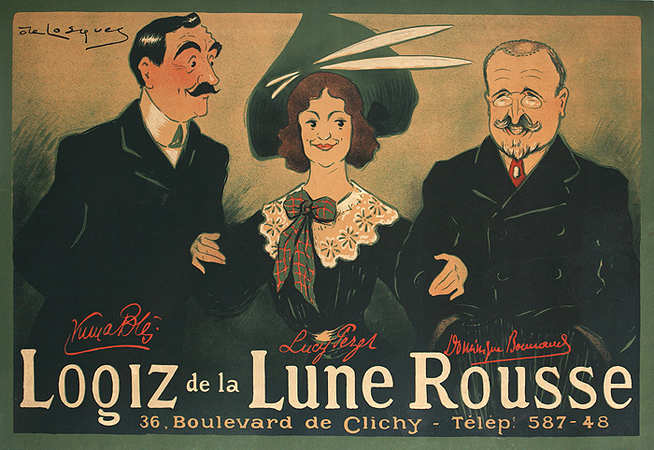
Manifesto di Daniel de Losques 1904 circa per il Logiz de la Lune rousse (da sinistra: Numa Blès, Lucy Pezet et Dominique Bonnaud)

## Storia
Numa Blès battezzò il suo cabaret La Luna Rousse come il locale che aveva aperto a Marsiglia nel 1891 insieme a Théodore Flaville. Il locale parigino aprì al 36 di boulevard de Clichy nel 18º arrondissement. Si trasferì in seguito al 58 di rue Pigalle nel 1914 sul posto del Tréteau de Tabarin. Dominique Bonnaud lo dirige in collaborazione con Georges Baltha e poi con Léon Michel. Quest'ultimo rimarrà solo a dirigere questa Comédie-Française de la chanson, come chiamavano il cabaret Maurice Donnay, Romain Coolus e Sacha Guitry. Chiude definitivamente nel 1964.

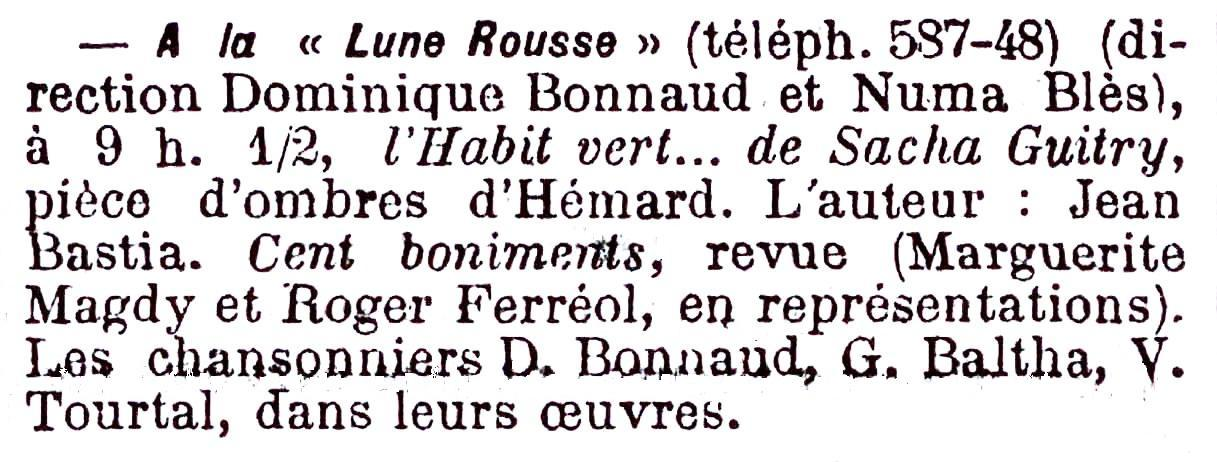
Un programma de La Lune Rousse apparso in Le Figaro nel 1913.